# ائرو ای‌ئی ۰۲
ائرو ای‌ئی ۰۲ (به انگلیسی: Aero Ae 02) یک هواپیمای ساختِ آئرو ودوخودی در کشور چکسلواکی است. این هواپیما در ۱۹۲۰ میلادی نخستین پرواز خود را انجام داد.